# 頭孢曲松
頭孢曲松（英語：ceftriaxone）以商品名Rocephin等於市面上銷售，是一種第三代頭孢菌素抗生素，用於治療多種細菌感染。包括中耳炎、心內膜炎、腦膜炎、肺炎、骨骼和關節感染、腹腔內感染、皮膚感染、泌尿道感染、淋病和骨盆腔發炎。有時也會在手術前和遭咬傷後使用，以防止感染。頭孢曲松可透過靜脈注射或是肌肉注射方式給藥。
使用後常見的副作用有注射部位疼痛和過敏反應。其他的副作用有艱難擬梭菌相關腹瀉、溶血性貧血、膽囊疾病和癲癇發作。不建議對青黴素發生過敏性休克的人使用，供反應較輕的人使用無妨。靜脈注射時不應與鈣劑一起給藥。有初步證據顯示頭孢曲松在個體於懷孕時期使用對於胎兒，和在哺乳期間使用對於嬰兒相對安全。此藥物透過阻止細菌製造細胞壁來發揮作用。
此藥物由羅氏製藥開發，於1978年取得專利，並於1982年取得美國食品藥物管理局（FDA）批准用於醫療用途。它已被列入世界衛生組織基本藥物標準清單之中。市面上有其通用名藥物流通。

## 醫療用途

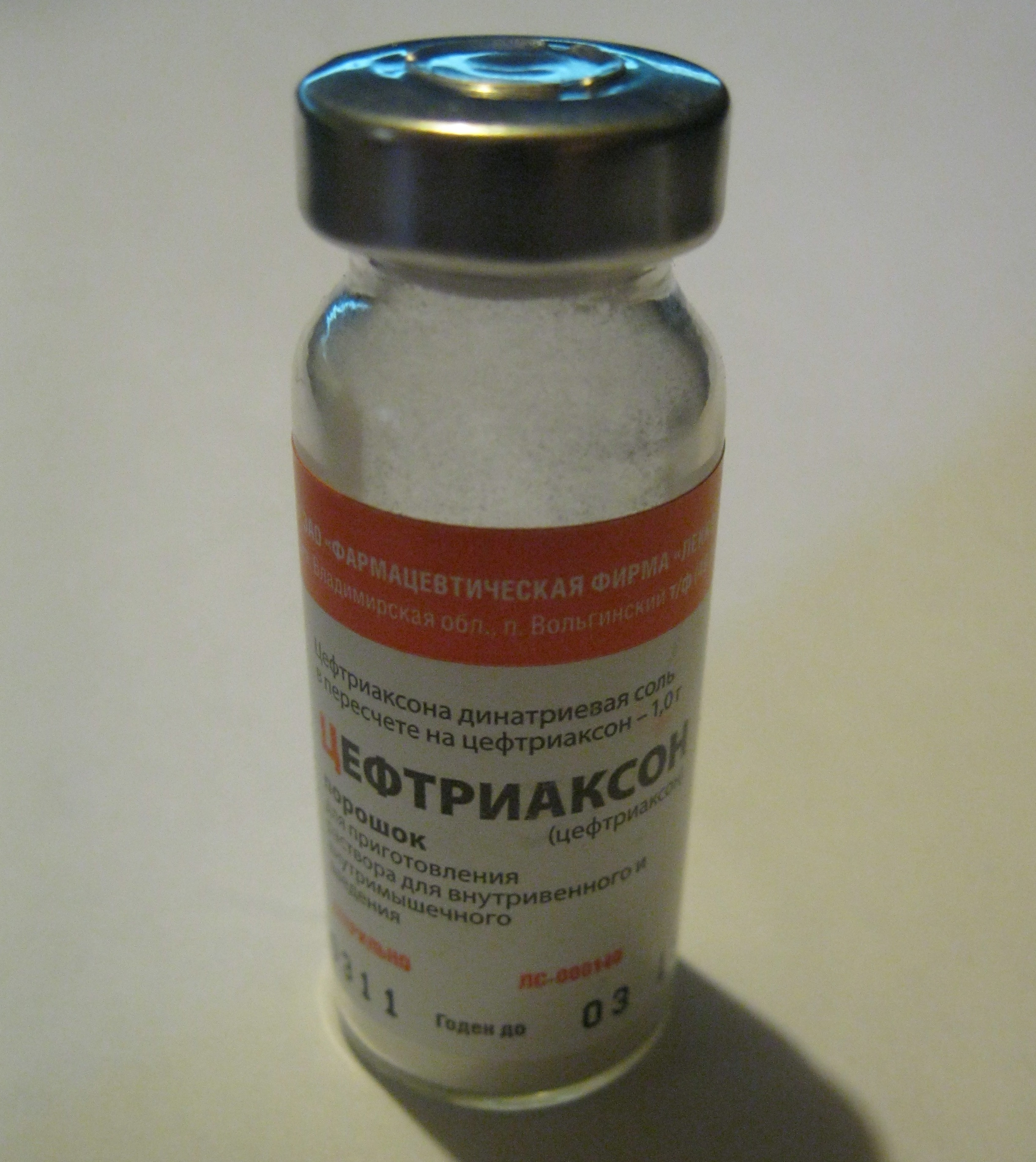
一瓶於俄羅斯製造及銷售的頭孢曲松注射液。

對許多具抗生素抗藥性的微生物，可用頭孢曲松和其他第三代頭孢菌素抗生素進行治療。由於已出現腸桿菌屬對頭孢曲松具抗藥性的報告，此時使用並不適合。在使用頭孢曲松之前，確定細菌對其的藥敏性非常重要。當個體罹患敗血症的可能性很高時，可先採經驗性抗生素治療，待細菌培養及藥敏性結果出爐後再調整治療方案。
頭孢曲松可用於治療：
- 下呼吸道感染
- 急性細菌性中耳炎
- 皮膚和皮膚結構感染
- 泌尿道感染
- 無併發症的淋病
- 骨盆腔發炎
- 細菌性敗血症
- 腹腔內感染
- 腦膜炎
- 手術前預防
- 萊姆病[4]

頭孢曲松也是治療由肺炎鏈球菌、腦膜炎雙球菌、流感嗜血桿菌和"易感腸革蘭氏陰性桿菌，但不包括李斯特菌"引起的細菌性腦膜炎的首選藥物。
美國疾病管制與預防中心 (CDC) 曾推薦將頭孢曲松與去氧羥四環素或阿奇黴素合併用於治療無併發症的淋病。由於菌類產生對阿奇黴素抗藥性菌株的風險增加，以及較高劑量頭孢曲松有良好作用，指南已更新為使用更高劑量的單一頭孢曲松進行治療即可。

### 作用範圍
頭孢曲松與其他第三代頭孢菌素一樣，對檸檬酸桿菌屬、黏質沙雷氏菌以及產生β-內醯胺酶的嗜血桿菌屬和奈瑟菌屬菌株具有活性，但頭孢曲松與頭孢他啶和頭孢哌酮不同，無法對綠膿桿菌發揮有效作用。此藥物通常對腸桿菌屬不具活性，因此在這類感染應避免使用，即使分離菌株看似易感，也應避免，因為可能會出現抗藥性。一些菌類，例如檸檬酸桿菌屬、普羅威登斯菌屬和沙雷氏菌屬會產生頭孢菌素酶（會水解頭孢菌素，導致藥物失去活性）而讓菌類產生抗藥性。雖然頭孢曲松不被用作治療金黃色葡萄球菌的一線藥物，但它對甲氧西林有易感性的金黃色葡萄球菌具有活性，可治療這種細菌引起的感染。在此情況下，劑量需加倍（例如每12小時透過靜脈注射2克）。

### 市售配方形式
頭孢曲松可經肌肉注射或靜脈注射途徑給藥。頭孢曲松以乾粉形式儲存在小瓶中，在配置（溶解）之後立即使用，配置後的溶液在25°C下歷時24小時（或在2至8°C儲存3天）能保有物理和化學上的穩定性。溶液顏色呈淡黃色，但顏色若變為琥珀色或微紅色時即表示β-內醯胺環的醯胺鍵發生水解，抗生素的抗菌活性已受影響。含有鈣成分的稀釋劑不可用於配置頭孢曲松，且不得使用有含鈣溶液的注射管給藥，因為如此可能會形成頭孢曲松-鈣沉澱。這種沉澱對於新生兒（28天以下）的風險特別高，尤其是對早產兒或膽紅素結合功能受損的嬰兒。

### 特定人群

#### 懷孕
頭孢曲松屬於懷孕B級，義指在動物研究中尚未觀察到它會導致出生缺陷，但尚未對孕婦進行過良好的對照研究。

#### 母乳哺育
有限的資訊顯示頭孢曲松在母乳中的濃度很低，預期不會對母乳哺育的嬰兒產生不良影響。偶爾有報導指出頭孢菌素類藥物會導致嬰兒腸道菌群紊亂，引起腹瀉或念珠菌症，但這些影響尚未受到充分評估。此藥物可供哺乳期母親使用，而藥廠建議對進行母乳哺育的婦女開立此藥物時須十分謹慎。

#### 新生兒
有新生兒黃疸（指新生兒因為體內膽紅素濃度偏高，而造成鞏膜及皮膚發黃的情形）的嬰兒禁用頭孢曲松。 藥物會與膽紅素競爭，並取代後者而與血清白蛋白結合，升高膽紅素腦病變的風險。

#### 年長者
根據藥物所附說明書，臨床研究並未顯示頭孢曲松在老年患者中的療效和安全性與年輕患者間存在差異，"但不能排除部分老年人可能較為敏感"。

## 不良影響
通常人體對於頭孢曲松的耐受性良好。與其相關，最常見的不良反應是白血球數量變化、注射部位反應、皮疹和腹瀉。
發生率大於1%的不良反應：
- 嗜酸性粒細胞增多症 (6%)
- 血小板增多症（英语：Thrombocytosis）(5.1%)
- 肝功能測試參數升高 (3.1–3.3%)
- 腹瀉 (2.7%)
- 白血球減少症 (2.1%)
- 尿素氮上升 (1.2%)
- 注射部位：疼痛、壓痛、不適（1%）
- 皮疹 (1.7%)[18]

一些較不常見的不良事件（發生率 < 1%）有靜脈炎、搔癢、發燒、寒顫、噁心、嘔吐、膽紅素升高、肌酸酐升高、頭痛和頭暈。
頭孢曲松會在膽汁中沉澱，形成膽泥、膽道假石和膽結石，尤其是在兒童身上。特定的副作用有低凝血酶原血症和出血。曾有發生溶血反應的報導。還有在兒童腎衰竭後引起併發症的報導。頭孢曲松與其他抗生素一樣，會導致艱難擬梭菌相關腹瀉，包括輕度腹瀉與致命性結腸炎。對此，報導說捨棄頭孢曲松，轉而使用頭孢噻肟會有較少的艱難擬梭菌感染率，原因為頭孢噻肟幾乎完全由腎臟排出人體，而頭孢曲鬆有45%透過膽汁排泄。

### 禁忌症
對頭孢曲松或製劑中任何成分過敏的患者禁用此藥物。雖然青黴素與第三代頭孢菌素之間的交叉反應性可忽略不計，但對青黴素敏感的個體使用頭孢曲松時仍應謹慎。曾對青黴素產生嚴重過敏的人也應謹慎。有新生兒黃疸的嬰兒，特別是早產兒，禁用此藥物，因為據報導頭孢曲松會從血清白蛋白結合位點取代膽紅素，而導致膽紅素腦病變。即使透過不同的輸注管線為新生兒（≤28 天）給藥也須禁止與含鈣溶液/產品同時使用，因為曾發生過罕見的新生兒肺和腎中鈣-頭孢曲松鈉沉澱的致命病例。

## 作用機轉
頭孢曲松是頭孢菌素抗生素家族中的第三代，屬於β-內醯胺抗生素。它會選擇性且不可逆地抑制細菌細胞壁合成。機制是結合到轉肽酶（亦稱轉醯胺酶），即催化形成細菌細胞壁的肽聚糖聚合體交聯的青黴素結合蛋白（PBP）上。肽聚醣細胞壁由連接到多醣主鏈上的五肽單元組成，多醣主鏈具有N-乙醯葡糖胺和N-乙醯胞壁酸交替單元。PBP作用於五肽單元上的末端D-丙氨酰-D-丙氨酸部分，並催化倒數第二個D-丙氨酸和相鄰肽聚醣鏈上的甘氨酸單元之間形成肽鍵，而釋放末端D-丙胺酸單元。頭孢曲松的結構模仿D-丙氨酰-D-丙氨酸部分，並且PBP攻擊頭孢曲松中的β-內酰胺環，將其當作是正常的D-丙氨酰-D-丙氨酸基質一樣。PBP的肽聚醣交聯活性是一種建構和修復機制，通常有助於維持細菌細胞壁的完整性，因此抑制PBP會導致細胞壁發生損傷和破壞，最終導致細胞裂解，細菌因而死亡。

## 藥物動力學
吸收：頭孢曲松經由靜脈注射或肌肉注射給藥，藥物會被完全吸收。此藥並無口服劑形式。
分佈：頭孢曲松易於滲入組織和體液，(包括腦脊液，可用於治療中樞神經系統感染)。頭孢曲松與人類血漿蛋白發生可逆結合，且頭孢曲松的結合率會隨著濃度的增加而降低，從血漿濃度低於25微克/毫升時的95%結合率，下降至血漿濃度300微克/毫升時的85%結合率。在健康成人受試者中，使用劑量範圍為0.15至3克時，表觀分布容積範圍為5.8至13.5升。
代謝：33-67%的頭孢曲松以原形由腎臟排泄，但每日劑量高達2克時，腎功能不全患者無需調整劑量。其餘的以原藥形式由膽汁排泄（最終以肝臟和腸道菌群代謝的非活性化合物經由糞便排泄）。
消除：於健康成人體內的平均生物半衰期為5.8–8.7（平均6.5）小時，一些評論估計生物半衰期長達10時。對腎功能不全的人群，平均生物半衰期增加至11.4–15.7小時。

## 化學
於市面銷售的頭孢曲松為白色至黃橙色結晶粉末，於加上溶液配置。所得的頭孢曲松注射液呈淺黃色至琥珀色，取決於經過的時間、溶液中頭孢曲松的濃度、所用的稀釋劑溶液。為減輕肌肉注射部位的疼痛，會在配置時加上局部麻醉藥利多卡因。
甲氧基肟部分的順式構型賦予對許多革蘭氏陰性細菌所產生的β-內醯胺酶的抗性。這種構型的穩定性導致頭孢曲松對其他抗藥性革蘭氏陰性菌的活性增加。頭孢曲松具有代謝穩定的硫代三嗪二酮，取代頭孢噻肟易遭水解的乙醯基。

## 研究
有使用頭孢曲松，研究於預防古柯鹼成癮復發的效力。
頭孢曲松似乎可增加中樞神經系統中興奮性氨基酸轉運蛋白2幫浦的表達和活性，因此有可能降低麩胺酸毒性。
頭孢曲松已被證明對有些神經系統疾病具有神經保護作用，包括脊髓性肌肉萎縮症和肌萎縮性脊髓側索硬化症（ALS）。雖然在1990年代早期在後者的研究結果為負面，但於2006年仍再次進行一項大型臨床試驗，以測試頭孢曲松對ALS患者的應用，但由於結果顯然無法達到預定的療效標準，而提前終止。